# Lecho
Lecho (gest. 805) war ein slawischer Fürst in Böhmen.
Im Jahr 805 zog ein fränkisches Heer unter Karl dem Jüngeren nach Böhmen und tötete den dux Lecho.
Im 13. Jahrhundert wurde in der Großpolnischen Chronik ein sagenhafter Urvater Lech beschrieben, der angeblich Polen begründet haben soll.